# Filip Panák
Filip Panák (* 2. listopadu 1995 Příbor) je český profesionální fotbalista, který hraje na pozici středního obránce za český klub AC Sparta Praha. Je také bývalým českým mládežnickým reprezentantem.

## Klubová kariéra
Filip Panák začínal s fotbalem v Příboře. Poté v mládeži působil v Bílovci, Baníku Ostrava a ve Frýdku-Místku.

### Karviná
V roce 2014 přešel do akademie Karviné. V A-týmu debutoval 2. srpna 2014 v zápase proti Baníku Most. O dva týdny později se poprvé objevil v základní sestavě Karviné, a to při výhře 2:0 nad Zábřehem v druhém kole českého poháru. V závěru sezóny 2014/15 nastoupil ještě do tří druholigových utkání z lavičky náhradníků.
Podzimní část sezóny 2015/16 strávil na hostování v divizním klubu TJ Lokomotiva Petrovice. Na jaro se Panák vrátil zpátky do Karviné a jedním gólem v 11 ligových zápasech pomohl klubu k historicky prvnímu postupu do české nejvyšší soutěže.
V A-týmu Karviné začal stabilně nastupovat v sezóně 2016/17 v první lize, ve které odehrál 27 zápasů, převážně na pozici středního záložníka, a vstřelil 3 góly. V létě 2017 se dostal do hledáčku mistrovské Slavie Praha.
V ročníku 2017/18 patřil Panák ke klíčovým hráčům Karviné, nastoupil do všech 30 ligových zápasů, ve kterých vstřelil tři branky a přidal tři asistence.
V podzimní části sezóny 2018/19 se Panák pod trenérem Romanem Nádvorníkem přesunul z pozice středního záložníka na post středního obránce. 10. října gólem přispěl k výhře 2:0 nad Táborskem a k postupu do osmifinále MOL Cupu. Dne 27. října 2018 v zápase se Sigmou Olomouc utrpěl zranění kolena. V listopadu 2018 Panák podstoupil s poraněným kolenem operaci.

### AC Sparta Praha
V lednu 2019 absolvoval Panák zimní přípravu s pražskou Spartou a v poslední den přestupového okna se Spartou podepsal smlouvu na 3,5 roku. Po příchodu do Sparty dlouho léčil zraněné koleno, se kterým podstoupil několik operací. Dne 8. března 2020 si odbyl svůj debut ve sparťanském B-týmu v ČFL. Na podzim 2020 nastoupil do 4 utkání v rezervním týmu Sparty, následně se ale opět zranil a sezóna pro něj předčasně skončila.
Těžké období ale zvládl a po dvou a půl letech si připsal svůj první start v A-týmu, když 24. července 2021 nastoupil v dresu Sparty na závěrečné minuty v utkání 1. kola sezóny 2021/22 proti SK Sigma Olomouc. O týden později se poprvé objevil v základní sestavě, a to při výhře 5:0 nad Slovanem Liberec. 3. srpna 2021 Panák debutoval v evropských pohárech; odehrál celé utkání třetího předkola Ligy mistrů proti AS Monaco. V podzimní části sezóny 2021/22 se stal stabilním členem základní sestavy trenéra Pavla Vrby. Za své výkony si v listopadu 2021 vysloužil nominaci do české reprezentace. V prosinci 2021 podepsal na Letné nový víceletý kontrakt. V březnovém pražském derby proti Slavii si Panák obnovil zranění kolene a podstoupil další operaci kolena.
Pod novým trenérem Brianem Priskem Panák debutoval 3. září 2022 v ligovém zápase proti Zlínu. V březnu 2023 poprvé Panák vedl Spartu jako kapitán, a to při výhře 4:1 nad Teplicemi. V závěru sezóny se stal Panák opět stabilním členem základní sestavy a svými výkony pomohl Spartě k zisku ligového titulu. Odehrál také celé finále českého poháru, ve kterém Sparta podlehla s rivalské Slavii 0:2.
Dne 31. srpna 2023 gólem a asistencí rozhodl o výhře 4:1 nad Dinamem Záhřeb v odvetném zápase čtvrtého předkola Evropské ligy a výrazně se zasloužil za postup do základní skupiny. Při absenci Ladislava Krejčího vedl Panák Spartu v podzimní části sezóny 2023/24 jako kapitán. 12. listopadu vstřelil jediný gól ligového utkání proti Baníku Ostrava. Za své výkony byl v prosinci 2023 odměněn prodloužením smlouvy s mistrovským týmem.
Kapitánem týmu AC Sparta Praha byl až do července 2025, kdy byl zvolen jako nový kapitán Lukáš Haraslín.

## Reprezentační kariéra
Dne 5. června 2017 debutoval v české reprezentaci do 21 let v přátelském utkání proti ázerbájdžánské jedenadvacítce (výhra 5:0, při své premiéře vstřelil jeden gól). Šlo o přípravný kemp reprezentace v rakouském městečku Leogang před Mistrovstvím Evropy hráčů do 21 let 2017 v Polsku. Na samotný evropský šampionát jej trenér Vítězslav Lavička nenominoval.
V listopadu 2021 byl Panák poprvé povolán do české reprezentace; svého reprezentačního debutu se ale nedočkal.

## Styl hry
Panák je fotbalový univerzál. Ve své kariéře nastoupil na pozici středního obránce, středního záložníka a několik utkání odehrál i na pozici útočníka.